# Benoît Badiashile
Benoît Badiashile Mukinayi (Limoges, Nueva Aquitania, 26 de marzo de 2001) es un futbolista francés que juega de defensa en el Chelsea F. C. de la Premier League.

## Trayectoria
En 2016 se incorporó a la academia del A. S. Monaco F. C. y el 11 de noviembre de 2018 jugó por primera vez de titular en la Ligue 1 ante el Paris Saint-Germain. Marcó su primer gol en enero de 2019 contra el O. G. C. Niza y con 20 años ya había alcanzado los cien partidos con el primer equipo. En total disputó 135 encuentros y anotó seis tantos.
El 5 de enero de 2023 fue traspasado al Chelsea F. C. y firmó un contrato de siete años y medio de duración.

## Selección nacional
Fue internacional sub-16, sub-17, sub-18, sub-19 y sub-21 con la selección de fútbol de Francia. El 22 de septiembre de 2022 hizo su debut con la absoluta en un partido de la Liga de Naciones de la UEFA 2022-23 ante Austria que ganaron por dos a cero.

## Estadísticas

### Clubes
Actualizado al último partido disputado el 28 de mayo de 2025.
| Club                          | Div.          | Temporada     | Liga  | Liga  | Copas nacionales | Copas nacionales | Copas internacionales | Copas internacionales | Total | Total |
| Club                          | Div.          | Temporada     | Part. | Goles | Part.            | Goles            | Part.                 | Goles                 | Part. | Goles |
| ----------------------------- | ------------- | ------------- | ----- | ----- | ---------------- | ---------------- | --------------------- | --------------------- | ----- | ----- |
| A. S. Monaco F. C. II Francia | 4.ª           | 2018-19       | 9     | 0     | —                | —                | —                     | —                     | 9     | 0     |
| A. S. Monaco F. C. II Francia | Total club    | Total club    | 9     | 0     | 0                | 0                | 0                     | 0                     | 9     | 0     |
| A. S. Monaco F. C. Francia    | 1.ª           | 2018-19       | 20    | 1     | 4                | 0                | 2                     | 0                     | 26    | 1     |
| A. S. Monaco F. C. Francia    | 1.ª           | 2019-20       | 16    | 0     | 4                | 0                | 0                     | 0                     | 20    | 0     |
| A. S. Monaco F. C. Francia    | 1.ª           | 2020-21       | 35    | 2     | 4                | 0                | 0                     | 0                     | 39    | 2     |
| A. S. Monaco F. C. Francia    | 1.ª           | 2021-22       | 24    | 1     | 0                | 0                | 10                    | 0                     | 34    | 1     |
| A. S. Monaco F. C. Francia    | 1.ª           | 2022-23       | 11    | 2     | 0                | 0                | 5                     | 0                     | 16    | 2     |
| A. S. Monaco F. C. Francia    | Total club    | Total club    | 106   | 6     | 12               | 0                | 17                    | 0                     | 135   | 6     |
| Chelsea F. C. Inglaterra      | 1.ª           | 2022-23       | 11    | 1     | 0                | 0                | 0                     | 0                     | 11    | 1     |
| Chelsea F. C. Inglaterra      | 1.ª           | 2023-24       | 18    | 0     | 4                | 1                | —                     | —                     | 22    | 1     |
| Chelsea F. C. Inglaterra      | 1.ª           | 2024-25       | 5     | 0     | 2                | 0                | 13                    | 0                     | 20    | 0     |
| Chelsea F. C. Inglaterra      | Total club    | Total club    | 34    | 1     | 6                | 1                | 13                    | 0                     | 53    | 2     |
| Total carrera                 | Total carrera | Total carrera | 149   | 7     | 18               | 1                | 30                    | 0                     | 197   | 8     |

## Palmarés

### Títulos internacionales
| Título                            | Equipo        | Sede           | Año  |
| --------------------------------- | ------------- | -------------- | ---- |
| Liga Conferencia de la UEFA       | Chelsea F. C. | Breslavia      | 2025 |
| Copa Mundial de Clubes de la FIFA | Chelsea F. C. | Estados Unidos | 2025 |